# Brachyelytracris viridifemur
Brachyelytracris viridifemur är en insektsart som beskrevs av Baehr 1992. Brachyelytracris viridifemur ingår i släktet Brachyelytracris och familjen gräshoppor. Inga underarter finns listade i Catalogue of Life.